# Ramona Neubert
Ramona Neubert z domu Göhler, 2. voto Raulf (ur. 26 lipca 1958 w Pirnie) – niemiecka lekkoatletka reprezentująca NRD, specjalistka wielobojów, mistrzyni świata i Europy.

## Kariera
Na mistrzostwach Europy w 1978 w Pradze zajęła 6. miejsce w pięcioboju. Na igrzyskach olimpijskich w 1980 w Moskwie zajęła 4. miejsce w tej konkurencji.
Od początku lat 80. pięciobój został zastąpiony siedmiobojem, w którym Ramona Neubert odnosiła swe największe sukcesy. Zwyciężyła na mistrzostwach Europy w 1982 w Atenach. Zdobyła również złoty medal na mistrzostwach świata w 1983 w Helsinkach.
Czterokrotnie poprawiała rekord świata w siedmioboju, doprowadzając go do wyniku 6836 punktów 19 czerwca 1983 w Moskwie.
Ramone Neubert zwyciężyła indywidualnie i w drużynie w Pucharze Europy w wielobojach w 1981 w Birmingham i w Pucharze Europy w wielobojach w 1983 w Sofii, a w Pucharze Europy w wielobojach w 1979 w Dreźnie zajęła indywidualnie 3. miejsce, a w drużynie 1. miejsce.
Była mistrzynią NRD w siedmioboju w 1981, wicemistrzynią w siedmioboju w 1984 oraz brązową medalistką w pięcioboju w 1977, a także mistrzynią w skoku w dal w 1982. Była również halową mistrzynią NRD w pięcioboju w 1981 i wicemistrzynią w 1979 i 1980 oraz wicemistrzynią w skoku w dal w 1980.

## Rezultaty
| Rok  | Impreza              | Miejsce  | Konkurencja | Pozycja    | Wynik     |
| ---- | -------------------- | -------- | ----------- | ---------- | --------- |
| 1978 | Mistrzostwa Europy   | Praga    | pięciobój   | 6. miejsce | 4381 pkt. |
| 1980 | Igrzyska olimpijskie | Moskwa   | pięciobój   | 4. miejsce | 4698 pkt. |
| 1982 | Mistrzostwa Europy   | Ateny    | siedmiobój  | 1. miejsce | 6664 pkt. |
| 1983 | Mistrzostwa świata   | Helsinki | siedmiobój  | 1. miejsce | 6714 pkt. |

## Rekordy życiowe
- bieg na 200 metrów – 23,14 (19 czerwca 1982, Halle)
- bieg na 800 metrów – 2:04,73 (21 lipca 1984, Poczdam)
- bieg na 100 metrów przez płotki – 13,29 (8 sierpnia 1983, Helsinki)
- skok wzwyż – 1,86 (27 czerwca 1981, Kijów)
- skok w dal – 6,90 (14 czerwca 1981, Drezno)
- pchnięcie kulą – 15,41 (27 czerwca 1981, Kijów)
- rzut oszczepem (stary model) – 49,94 (19 czerwca 1983, Moskwa)
- pięciobój – 4698 pkt. (24 lipca 1980, Moskwa)
- siedmiobój – 6935 pkt. (19 czerwca 1983, Moskwa)